# Ophrys aquilana
Ophrys aquilana är en orkidéart som beskrevs av Helmut Baumann och Siegfried Künkele. Ophrys aquilana ingår i ofryssläktet, och familjen orkidéer.
Artens utbredningsområde är Italien. Inga underarter finns listade i Catalogue of Life.